# Spoorlijn Flieden - Gemünden
De spoorlijn Flieden - Gemünden am Main ook wel Fulda-Main-Bahn genoemd, is een Duitse spoorlijn als lijn 3825, (Flieden - Gemünden (Main)) en als spoorlijn 3826, (Schlüchtern - Elm) onder beheer van DB Netze.

## Geschiedenis
Het traject werd in 1871 geopend.

## Treindiensten

### Deutsche Bahn
De Deutsche Bahn verzorgt het personenvervoer op dit traject met RE- / RB-treinen.

## Aansluitingen
In de volgende plaatsen is of was er een aansluiting van de volgende spoorlijnen:

### Fieden
- Kinzigtalbahn, spoorlijn tussen Frankfurt en Fulda

### Gemünden
- Main-Spessart-Bahn, spoorlijn van Würzburg over Gemünden (Main) en Aschaffenburg naar Hanau
- Fränkische Saaletalbahn, spoorlijn van Gemünden (Main) over Bad Kissingen naar Ebenhausen

## Elektrische tractie
Het traject werd geëlektrificeerd met een spanning van 15.000 volt 16⅔ Hz wisselstroom.

## Afbeeldingen

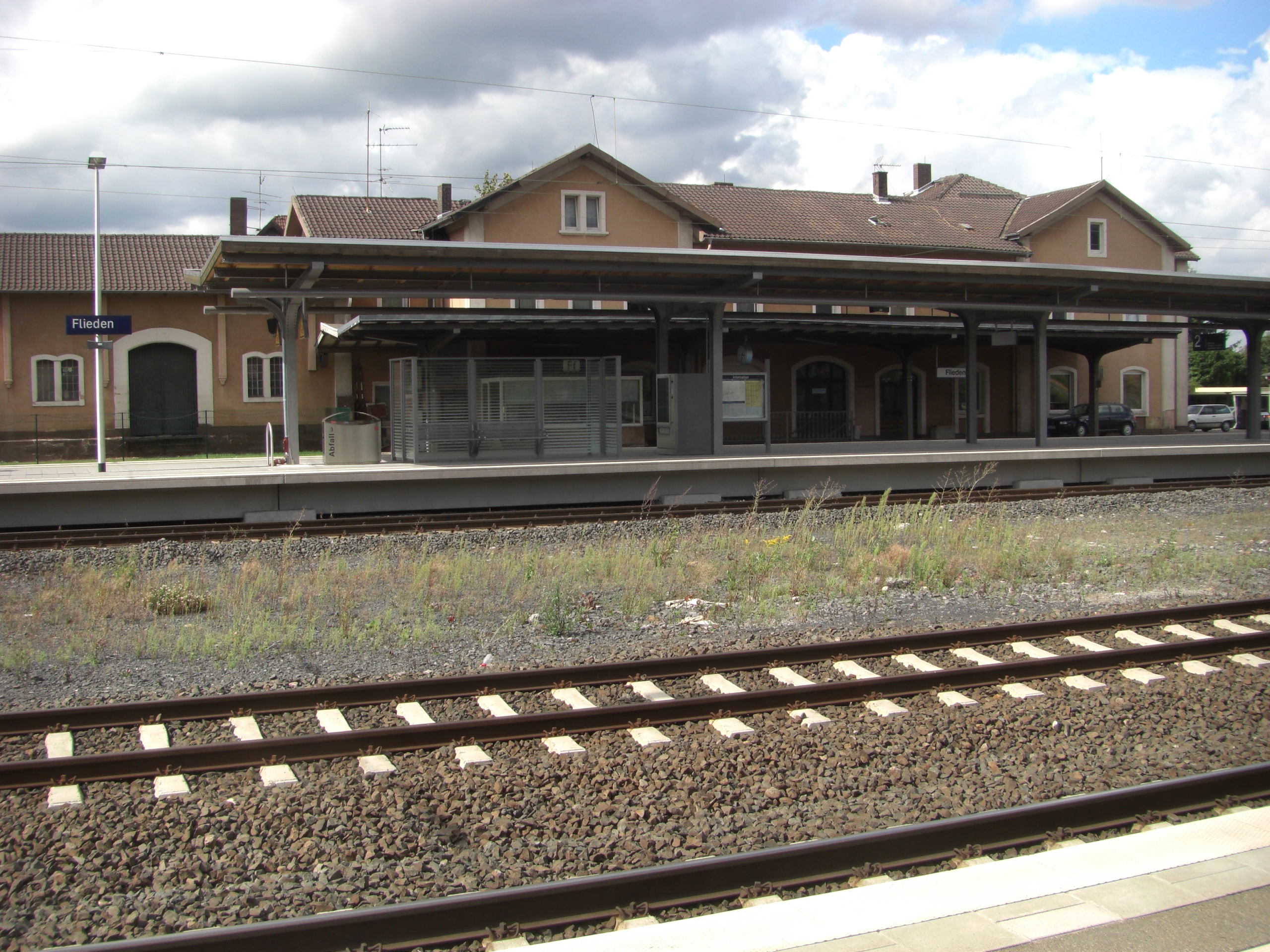
Station Flieden
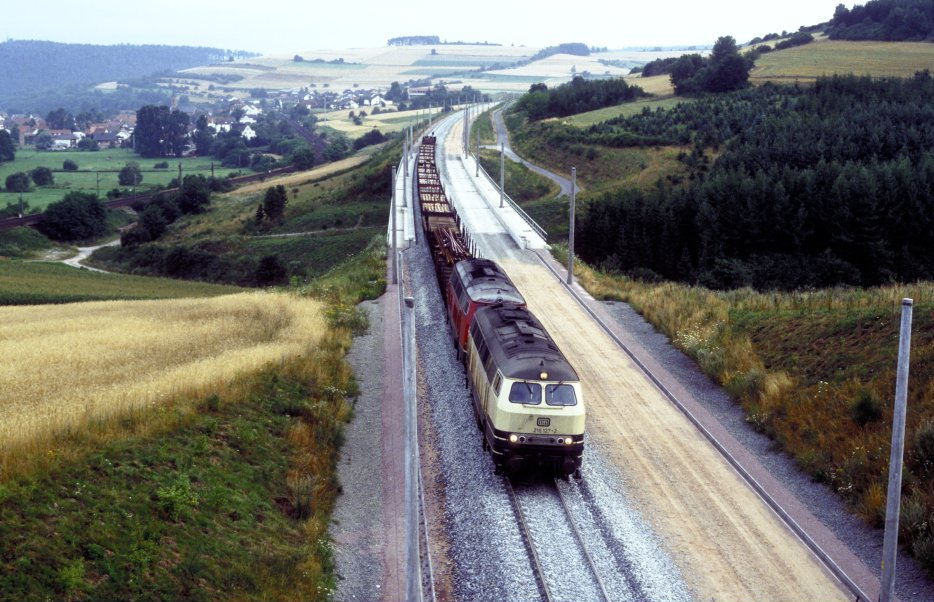
Bij Mittelsinn
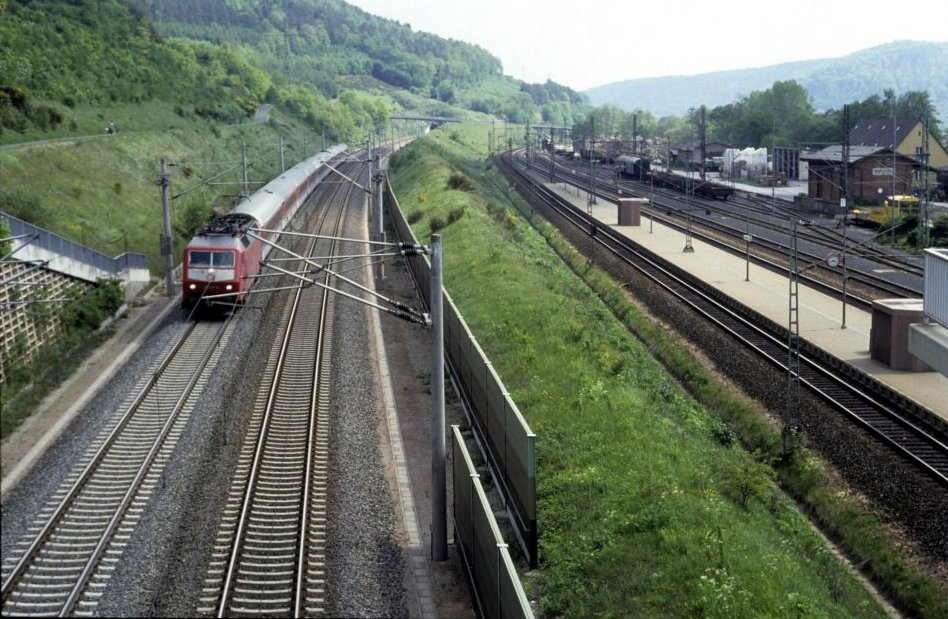
Neubaustrecke bij station Burgsinn
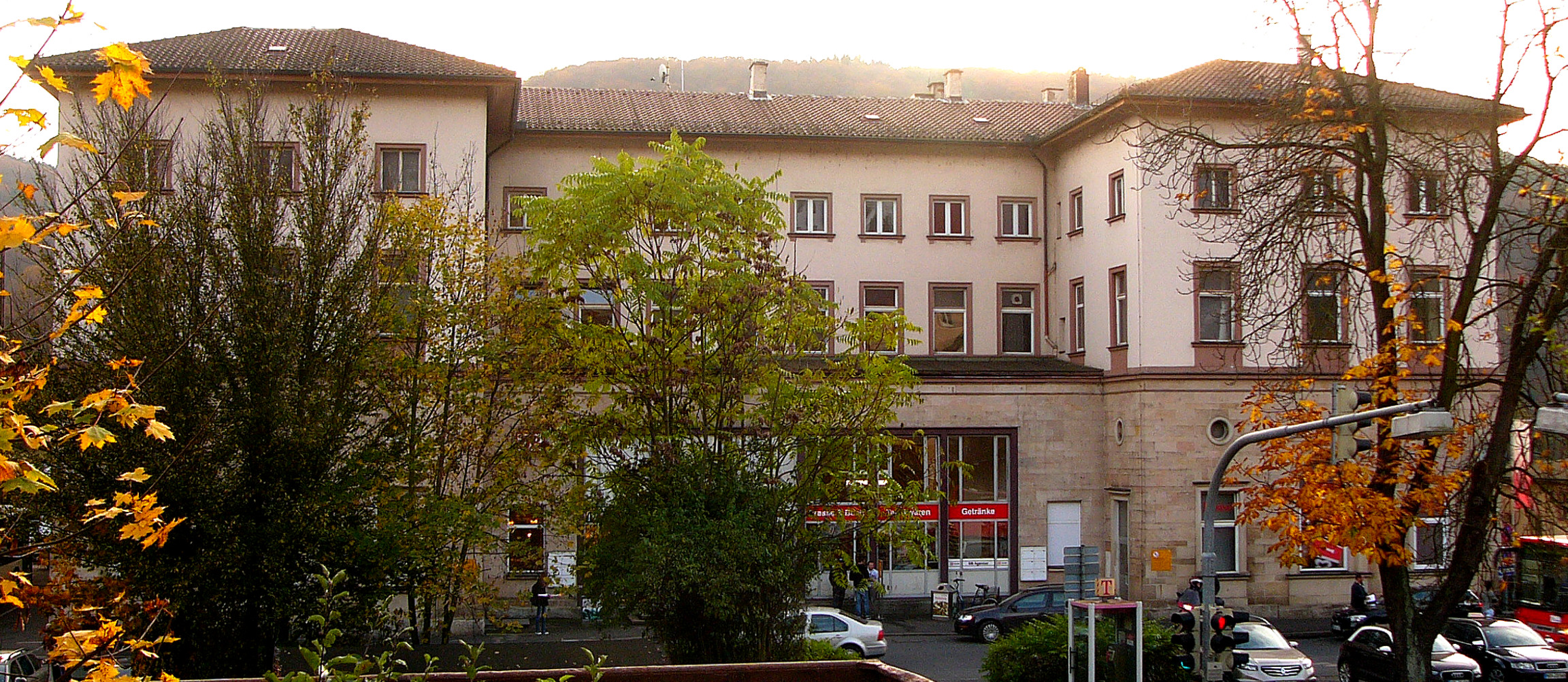
Station Gemünden am Main